# Karl Bever
Karl Bever (* 3. April 1843 in Würzburg; † 3. April 1930 in Lindau im Bodensee) war ein deutscher Arzt.

## Leben
Nach Stationen in Tübingen, Würzburg (wo er 1867/1868 Assistenzarzt der Psychiatrischen Klinik war), Prag und Wien – wo er unter anderem bei Semmelweis studierte – nahm Karl Bever als Bataillonsarzt am deutsch-französischen Krieg 1870/71 teil. 1874 ließ er sich als Arzt in Langenargen nieder. 1880 zog er nach Lindau, wo er in der Villa Friedeck eine Praxis eröffnete. 1902 wurde Karl Bever als Hausarzt der königlichen Familie in der Villa Amsee zum Königlichen Hofrat ernannt. 1919 erhielt er den Geheimratstitel. Anlässlich seines 80. Geburtstags ernannte ihn die Stadt Lindau in Würdigung seiner besonderen Persönlichkeit und als Zeichen des Dankes für seine der Allgemeinheit in langen Jahrzehnten geleisteten Dienste zum Ehrenbürger. 
Karl Bever war in Lindau der Mitbegründer des Volksbildungsvereins, Gründer der Freiwilligen Sanitätskolonne und Ehrenmitglied der Naturhistorischen Gesellschaft. Des Weiteren war er als Maler tätig.
Karl Bever heiratete nacheinander zwei Töchter des Philosophen Jakob Friedrich Reiff, 1873 Eugenie Julie und nach deren Tod 1879 Marie Elise, mit der er zwei Kinder hatte. Seine Tochter Julie heiratete den General Hugo Höfl.

## Ehrungen
- 1923: Ehrenbürger der Stadt Lindau

Nach ihm wurde der Karl-Bever-Platz vor der Lindauer Insel benannt.